# Tratado de Shimoda

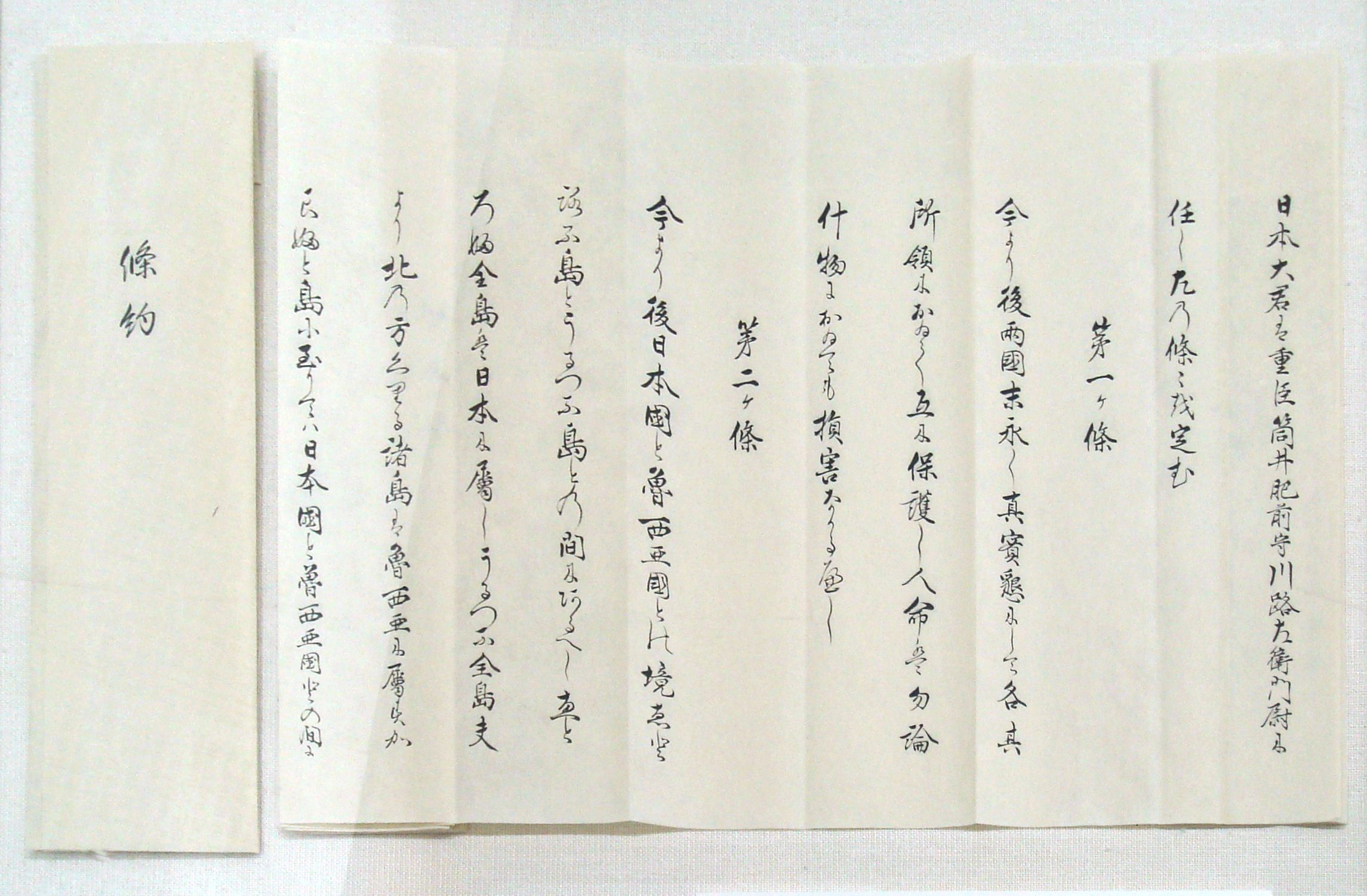
Cópia japonesa do tratado.

O Tratado de Shimoda (em japonês:  日露和親条約, transl. Nichi-Ro Washin Jōyaku, que significa Tratado de Amizade Russo-Japonesa ou simplesmente Tratado de Paz e Amizade, é um tratado entre o Império Russo e o Império Japonês assinado em 7 de fevereiro de 1855. Foi o primeiro tratado entre os dois impérios e foi assinado no templo Chōraku-ji na cidade de Shimoda (prefeitura de Shizuoka) pelo vice-almirante russo Ievfimy Vassilievitch Poutiatine (Evfimii Vasilievitch Putiatin) e os representantes do bakufu, Toshiakira Kawaji e Masanori Tsutsui.

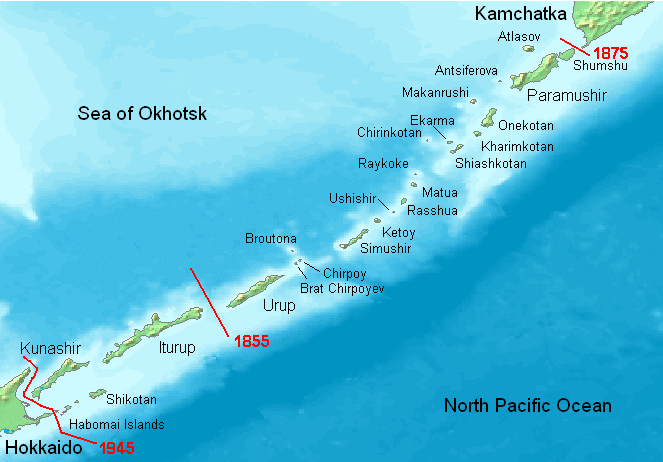
Evolução da fronteira russo-japonesa. Vê-se o limite fixado pelo tratado de Shimoda em 1855.

É elaborado sobre o modelo da Convenção de Kanagawa, assinada entre Estados Unidos e Japão, mas inclui uma cláusula de delimitação das fronteiras que foi a primeira feita entre os dois estados.
Definiu a fronteira russo-japonesa pelo estreito de Vries entre as ilhas Iturup e Urup nas ilhas Curilas, e assim a ilha Sacalina torna-se um território comum reconhecida oficialmente e que fazia a fronteira de facto desde o século XVIII. Um outro aspeto do tratado aborda a abertura de três portos japoneses, Nagasaki, Shimoda e Hakodate, à frota russa.